# Fiat 509
La Fiat 509 è un'autovettura prodotta dal 1925 al 1929 dalla casa automobilistica torinese FIAT.
Fu la prima automobile italiana a vincere il Rally di Montecarlo, nel 1928, condotta dal gentleman-driver francese Jacques Bignan.
La 509 è l'auto che fece dire a Gabriele D'Annunzio: «L'automobile è femminile. Questa ha la grazia, la snellezza, la vivacità di una seduttrice, ma per contro, delle donne, ha la disinvolta levità nel superare ogni scabrezza…».

## Storia

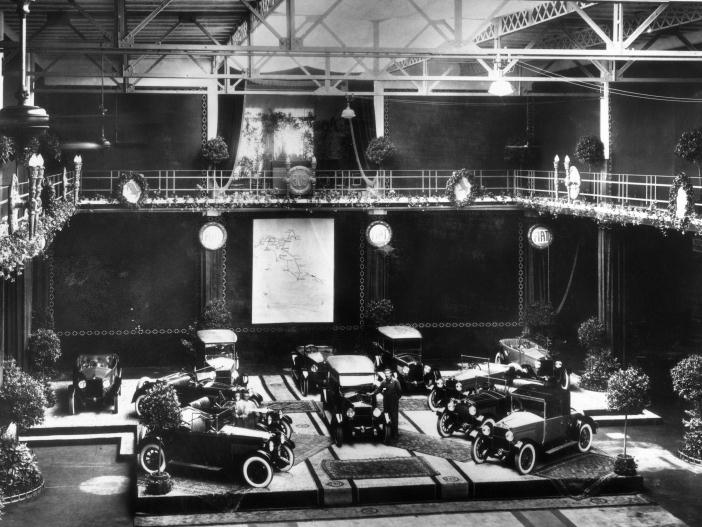
Lancio della Fiat 509 nei locali dell'attuale Centro Storico Fiat

Al salone dell'automobile di Milano nell'aprile 1925 venne presentata un'auto che farà storia: la 509, prima utilitaria Fiat prodotta in grande serie nei nuovi stabilimenti del Lingotto. La vettura, equipaggiata da un motore di soli 990 cm³ e cambio a tre marce, ha due sole portiere e dimensioni contenute rispetto alla concorrenza, ma riesce ugualmente a offrire 4 posti. L'utilitaria viene offerta a rate mensili grazie al finanziamento della neonata SAVA. Le prime consegne alla clientela partono dall'autunno del 1925.
Dopo appena un anno la 509 è l'automobile più diffusa del paese, malgrado qualche punto debole.

### La 509 A

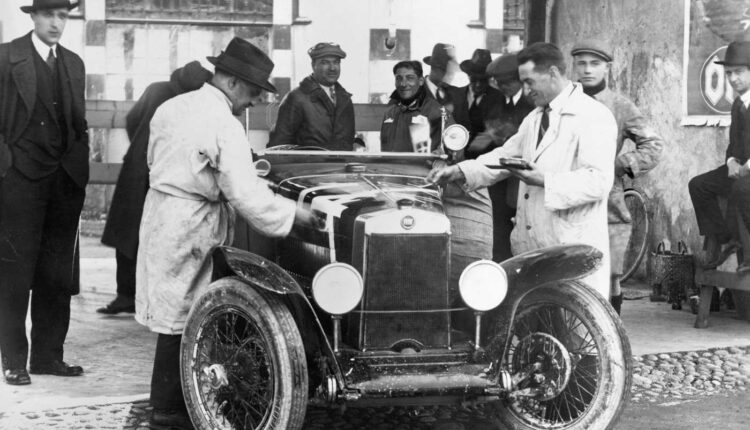
Fiat 509 S alla Mille Miglia 1928

Essendo meno affidabile della 501 nel 1926 venne presentata la 509 A. Tra le varie migliorie si segnala la testata ridisegnata, un nuovo sistema di lubrificazione e un nuovo carburatore. Adesso è più affidabile e ha 4 porte. Le carrozzerie disponibili sono la berlina, la torpedo, la cabriolet, la coupé e la spider. Sono disponibili anche le versioni S (Sportiva), la Taxi e la Commerciale.
Venne sostituita dalla Fiat 514 dopo essere stata prodotta in 92.514 esemplari.

## Meccanica
La Fiat 509 ha un motore a quattro cilindri posizionato anteriormente. Ha una potenza massima di 22 CV, l'alimentazione è a caduta, usando o un carburatore Solex 26 oppure uno Zenith 22. La distribuzione è con valvole e asse a camme in testa ed è a catena. Il raffreddamento è ad acqua utilizzando un termosifone da otto litri. È a trazione posteriore, con un cambio a tre rapporti e una frizione monodisco. Il telaio è a longheroni in acciaio e traverse in acciaio, le sospensioni anteriormente sono ad assale rigido e posteriormente a ponte rigido, il tutto ammortizzato da balestre longitudinali. I freni su tutte le quattro ruote sono a tamburo, lo sterzo è a vite senza fine e ruota elicoidale. Può raggiungere una velocità massima di 78 km/h e la pendenza massima superabile è di 23,5%. Infine il consumo medio è di 9 litri/100 km.

## Caratteristiche tecniche
| Caratteristiche tecniche - Fiat 509 | Caratteristiche tecniche - Fiat 509 | Caratteristiche tecniche - Fiat 509 | Caratteristiche tecniche - Fiat 509 | Caratteristiche tecniche - Fiat 509 | Caratteristiche tecniche - Fiat 509 |
| --- | --- | --- | --- | --- | --- |
| | | | | | |
| Configurazione | | | | | |
| Carrozzeria: torpedo a due porte oppure berlina a due porte, con struttura in legno e rivestimento in lamiera d'acciaio; due posti anteriori e due/tre posteriori; copertura in tela impermeabile per la torpedo | Carrozzeria: torpedo a due porte oppure berlina a due porte, con struttura in legno e rivestimento in lamiera d'acciaio; due posti anteriori e due/tre posteriori; copertura in tela impermeabile per la torpedo | Posizione motore: anteriore longitudinale | Posizione motore: anteriore longitudinale | Trazione: posteriore | Trazione: posteriore |
| Dimensioni e pesi | | | | | |
| Ingombri (lungh.×largh.×alt. in mm): 3700 × 1420 × ? | Ingombri (lungh.×largh.×alt. in mm): 3700 × 1420 × ? | Ingombri (lungh.×largh.×alt. in mm): 3700 × 1420 × ? | Ingombri (lungh.×largh.×alt. in mm): 3700 × 1420 × ? | Diametro minimo sterzata: 9,5 m m | Diametro minimo sterzata: 9,5 m m |
| Interasse: 2550 mm | Interasse: 2550 mm | Carreggiate: anteriore 1200 - posteriore 1200 mm | Carreggiate: anteriore 1200 - posteriore 1200 mm | Altezza minima da terra: 175 mm | Altezza minima da terra: 175 mm |
| Posti totali: 4-6 | Posti totali: 4-6 | Bagagliaio: | Bagagliaio: | Serbatoio: | Serbatoio: |
| Masse | / in ordine di marcia: torpedo: 1.085 Kg; berlina: 1.165 Kg kg | / in ordine di marcia: torpedo: 1.085 Kg; berlina: 1.165 Kg kg | / in ordine di marcia: torpedo: 1.085 Kg; berlina: 1.165 Kg kg | / in ordine di marcia: torpedo: 1.085 Kg; berlina: 1.165 Kg kg | / in ordine di marcia: torpedo: 1.085 Kg; berlina: 1.165 Kg kg |
| Meccanica | | | | | |
| Tipo motore: 4 cilindri in linea tipo 109 - 109 A | Tipo motore: 4 cilindri in linea tipo 109 - 109 A | Tipo motore: 4 cilindri in linea tipo 109 - 109 A | Cilindrata: (alesaggio x corsaː 57 x 97 mm), totale 990 cm³ | Cilindrata: (alesaggio x corsaː 57 x 97 mm), totale 990 cm³ | Cilindrata: (alesaggio x corsaː 57 x 97 mm), totale 990 cm³ |
| Distribuzione: un albero a camme in testa, 2 valvole in testa per cilindro | Distribuzione: un albero a camme in testa, 2 valvole in testa per cilindro | Distribuzione: un albero a camme in testa, 2 valvole in testa per cilindro                                                                                        | Alimentazione: con carburatore Zenith 22 K4 o Solex MVD con dispositivo d'avviamento, alimentazione per gravità                                                   | Alimentazione: con carburatore Zenith 22 K4 o Solex MVD con dispositivo d'avviamento, alimentazione per gravità                                                   | Alimentazione: con carburatore Zenith 22 K4 o Solex MVD con dispositivo d'avviamento, alimentazione per gravità                                                   |
| Prestazioni motore | Potenza: 22 CV a 3400 giri/min | Potenza: 22 CV a 3400 giri/min | Potenza: 22 CV a 3400 giri/min | Potenza: 22 CV a 3400 giri/min | Potenza: 22 CV a 3400 giri/min |
| Accensione: a magnete, ordine di accensione 1-3-4-2 | Accensione: a magnete, ordine di accensione 1-3-4-2 | Accensione: a magnete, ordine di accensione 1-3-4-2 | Impianto elettrico: 12 V, dinamo Fiat da 75 W | Impianto elettrico: 12 V, dinamo Fiat da 75 W | Impianto elettrico: 12 V, dinamo Fiat da 75 W |
| Frizione: monodisco a secco | Frizione: monodisco a secco | Frizione: monodisco a secco | Cambio: a 3 marce + RM | Cambio: a 3 marce + RM | Cambio: a 3 marce + RM |
| Telaio | | | | | |
| Corpo vettura | a longheroni e traverse di rinforzo in acciaio | a longheroni e traverse di rinforzo in acciaio | a longheroni e traverse di rinforzo in acciaio | a longheroni e traverse di rinforzo in acciaio | a longheroni e traverse di rinforzo in acciaio |
| Sterzo | a vite senza fine e ruota elicoidale | a vite senza fine e ruota elicoidale | a vite senza fine e ruota elicoidale | a vite senza fine e ruota elicoidale | a vite senza fine e ruota elicoidale |
| Sospensioni | anteriori: a ponte rigido, con molle a balestra semiellittica / posteriori: a ponte rigido, con molle a balestra semiellittica                                                                                   | anteriori: a ponte rigido, con molle a balestra semiellittica / posteriori: a ponte rigido, con molle a balestra semiellittica                                    | anteriori: a ponte rigido, con molle a balestra semiellittica / posteriori: a ponte rigido, con molle a balestra semiellittica                                    | anteriori: a ponte rigido, con molle a balestra semiellittica / posteriori: a ponte rigido, con molle a balestra semiellittica                                    | anteriori: a ponte rigido, con molle a balestra semiellittica / posteriori: a ponte rigido, con molle a balestra semiellittica                                    |
| Freni | anteriori: meccanici a tamburo / posteriori: meccanici a tamburo comandati da pedale, di soccorso e stazionamento sulle ruote posteriori comandato da leva a mano                                                | anteriori: meccanici a tamburo / posteriori: meccanici a tamburo comandati da pedale, di soccorso e stazionamento sulle ruote posteriori comandato da leva a mano | anteriori: meccanici a tamburo / posteriori: meccanici a tamburo comandati da pedale, di soccorso e stazionamento sulle ruote posteriori comandato da leva a mano | anteriori: meccanici a tamburo / posteriori: meccanici a tamburo comandati da pedale, di soccorso e stazionamento sulle ruote posteriori comandato da leva a mano | anteriori: meccanici a tamburo / posteriori: meccanici a tamburo comandati da pedale, di soccorso e stazionamento sulle ruote posteriori comandato da leva a mano |
| Pneumatici | a bassa pressione 715x115, poi 12x45 - 12x45, poi 27" x4,75" / Cerchi: a razze Sankey 11/12x45, poi 18x4 | a bassa pressione 715x115, poi 12x45 - 12x45, poi 27" x4,75" / Cerchi: a razze Sankey 11/12x45, poi 18x4                                                          | a bassa pressione 715x115, poi 12x45 - 12x45, poi 27" x4,75" / Cerchi: a razze Sankey 11/12x45, poi 18x4                                                          | a bassa pressione 715x115, poi 12x45 - 12x45, poi 27" x4,75" / Cerchi: a razze Sankey 11/12x45, poi 18x4                                                          | a bassa pressione 715x115, poi 12x45 - 12x45, poi 27" x4,75" / Cerchi: a razze Sankey 11/12x45, poi 18x4                                                          |
| Prestazioni dichiarate | | | | | |
| Velocità: circa 80 Km/h km/h | Velocità: circa 80 Km/h km/h | Velocità: circa 80 Km/h km/h | Accelerazione: | Accelerazione: | Accelerazione: |
| Consumi | 9 l/100 Km ( 11,1 Km/l) | 9 l/100 Km ( 11,1 Km/l) | 9 l/100 Km ( 11,1 Km/l) | 9 l/100 Km ( 11,1 Km/l) | 9 l/100 Km ( 11,1 Km/l) |
| Altro | | | | | |
| Rapporto di compressione | 5,35:1 | 5,35:1 | 5,35:1 | 5,35:1 | 5,35:1 |
| differenziale | a coppia conica elicoidale contenuta nel ponte posteriore, rapporto di riduzione finale 9/55 | a coppia conica elicoidale contenuta nel ponte posteriore, rapporto di riduzione finale 9/55                                                                      | a coppia conica elicoidale contenuta nel ponte posteriore, rapporto di riduzione finale 9/55                                                                      | a coppia conica elicoidale contenuta nel ponte posteriore, rapporto di riduzione finale 9/55                                                                      | a coppia conica elicoidale contenuta nel ponte posteriore, rapporto di riduzione finale 9/55                                                                      |
| Fonte dei dati: "Il grande libro delle PICCOLE FIAT" a cura di Alessandro Sannia, Giorgio Nada Editore | | | | | |

## Curiosità

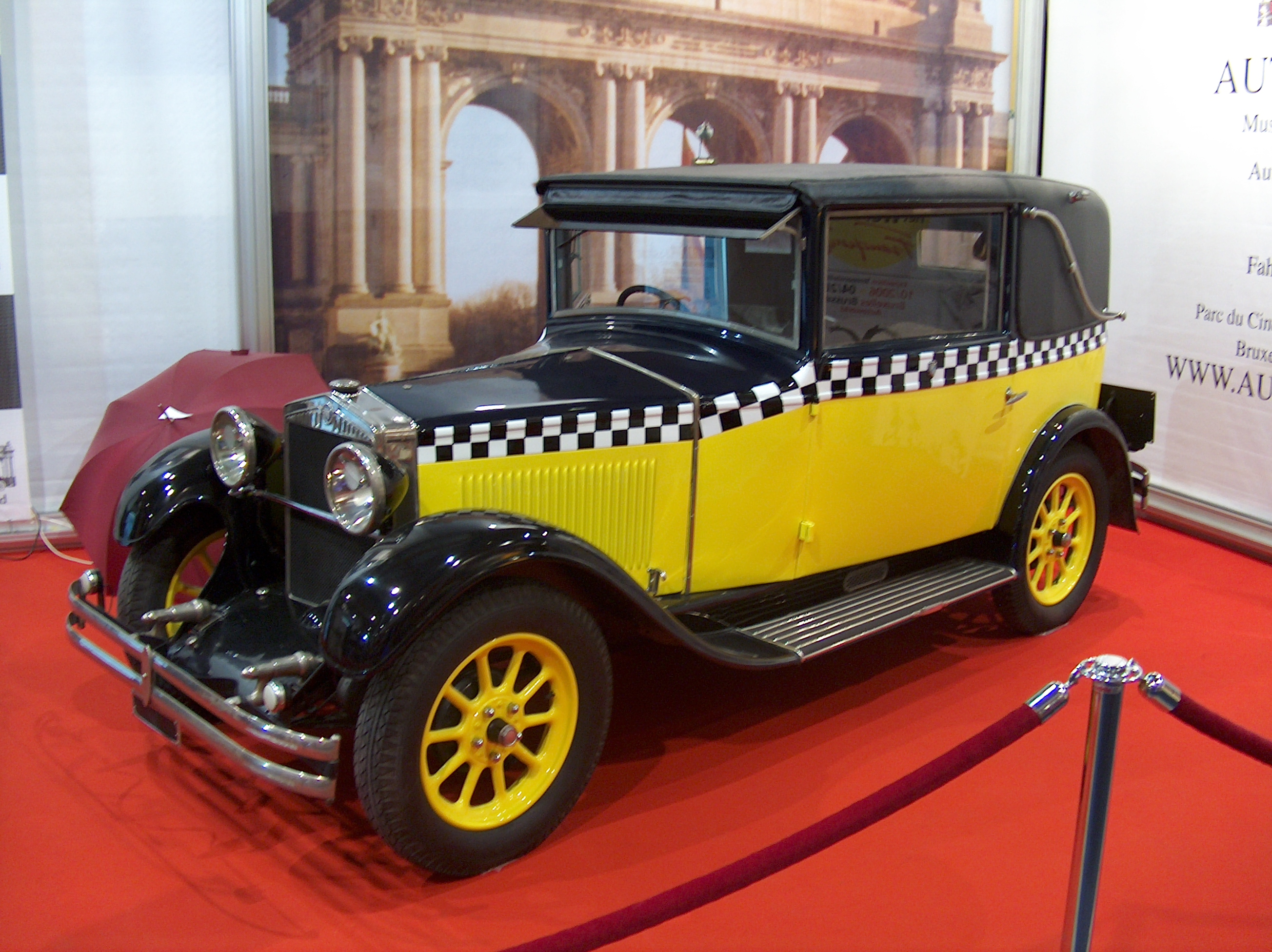
La Fiat 509 di Gaston Lagaffe

- La Fiat 509 di Gaston LagaffeLa Fiat 509 è stata per anni al servizio delle Ferrovie Complementari della Sardegna come veicolo per l'ispezione della rete ferroviaria. Lo sterzo è stato scollegato per evitare delle manovre improvvise che potevano causare dei deragliamenti. In rettilineo poteva raggiungere i 50 km/h e in curva i 40 km/h. La vettura doveva viaggiare sia in avanti sia indietro con la stessa potenza, così fu montato un invertitore di marcia sulla trasmissione. Comunque rimaneva difficile procedere in retromarcia col muso rivolto in avanti perciò venne montato un martinetto idraulico per alzare l'auto e ruotarla di 180 gradi a spinta. Attualmente uno di questi mezzi è preservato presso il Museo delle ferrovie della Sardegna[2]
- La Siata allestì una versione sportiva della Fiat 509.[4]
- Il modello è anche famoso per essere l'auto guidata dal personaggio dei fumetti Gaston Lagaffe, pubblicato in Italia sul Corriere dei Piccoli[5].